# Норрис, Пиппа
Пиппа Норрис (англ. Pippa Norris; 10 июля 1953, Лондон) — англо-американский политолог, профессор сравнительной политологии Школы управления им. Джона Ф. Кеннеди в Гарвардском университете, член Американской академии искусств и наук (2018). Лауреат премии Юхана Шютте в политических науках (2011).
Профессиональное образование получила в Уорикском университете (бакалавр политологии и философии) и в Лондонской школе экономики и политических наук (магистр, доктор).
Преподавала в Эдинбургском университете. С 1992 года в Школе управления им. Джона Ф. Кеннади Гарвардского университета.